# Okręgowe rozgrywki w piłce nożnej woj. warmińsko-mazurskiego (2004/2005)

## I, II i III liga
Drużyny z województwa warmińsko-mazurskiego występujące w ligach centralnych i makroregionalnych:
- I liga – brak
- II liga – brak
- III liga – Finishparkiet Nowe Miasto Lubawskie, OKS 1945 Olsztyn

## IV liga
| Poz. | Klub                | M  | Pkt. | Bramki |
| ---- | ------------------- | -- | ---- | ------ |
| 1.   | Jeziorak Iława      | 34 | 89   | 114-22 |
| 2    | Olimpia Elbląg      | 34 | 78   | 72-28  |
| 3    | Mrągowia Mrągowo    | 34 | 63   | 50-28  |
| 4    | Huragan Morąg       | 34 | 58   | 57-39  |
| 5    | Granica Kętrzyn     | 34 | 56   | 69-55  |
| 6    | Polonia Pasłęk      | 34 | 51   | 56-52  |
| 7    | Mazur Ełk           | 34 | 47   | 53-54  |
| 8    | Orlęta Reszel       | 34 | 47   | 61-70  |
| 9    | Victoria Bartoszyce | 34 | 44   | 56-58  |
| 10   | Motor Lubawa        | 34 | 44   | 44-48  |
| 11   | Rominta Gołdap      | 34 | 44   | 45-50  |
| 12   | Start Działdowo     | 34 | 43   | 38-47  |
| 13   | Sokół Ostróda       | 34 | 42   | 52-40  |
| 14   | Warmiak Łukta       | 34 | 41   | 46-67  |
| 15   | Zamek Kurzętnik     | 34 | 38   | 43-50  |
| 16   | MKS Korsze          | 34 | 38   | 34-64  |
| 17   | Tęcza Biskupiec     | 34 | 30   | 38-79  |
| 18   | Ewingi Zalewo       | 34 | 5    | 13-90  |

## Klasa okręgowa

### grupa I
- awans: DKS Dobre Miasto, Płomień Ełk
- spadek: Olimpia Miłki, Znicz Biała Piska

### grupa II
- awans: Olimpia Olsztynek, Start Nidzica
- spadek: Grunwald Frygnowo, Olimpia Kisielice

## Klasa A
- grupa I:
  - awans: Vęgoria Węgorzewo
  - spadek: Darz Bór Piecki, Victoria Baranowo, Pogoń Banie Mazurskie
- grupa II:
  - awans: Żabianka/Huragan II Żabi Róg
  - spadek: brak
- grupa III:
  - awans: GLKS Jonkowo
  - spadek: Strażak Gryźliny
- grupa IV:
  - awans: GSZS Stolbud Rybno
  - spadek: Gryf Platyny

## Klasa B
- grupa I - awans: Start Kruklanki, Fortuna Wygryny
- grupa II - awans: Number One Braniewo, ZKS Olimpia Elbląg
- grupa III -awans: Osa Ząbrowo
- grupa IV - awans: WPZ Lemany
- grupa V - awans: Rezerwat Karaś
- grupa VI - awans: LZS Knopin
- grupa VII -awans: Warmianka Bęsia

## Wycofania z rozgrywek
Darz Bór Piecki, Kormoran Olsztyn, Polonia II Pasłęk, LZS II Lubomino-Wilczkowo, Sprint Gródki, LZS Jesionowo, Gryf Platyny, Liwa Miłomłyn, Unia Urowo, Orzeł Czyprki, Wiórek Zagrzewo, Number One Braniewo, Iskra Hartowiec

## Nowe zespoły
Start Kruklanki, GCKiS Kowale Oleckie, Unia Urowo, Orzeł Czyprki, Wiórek Zagrzewo, ZKS Olimpia Elbląg, WPZ Lemany, Płomień Turznica, Burza Barczewko, Wilczek Wilkowo

## Zmiany
- Zalew Batorowo zmienił nazwę na Concordia Elbląg